# Vũ Hầu
Vũ Hầu (chữ Hán giản thể: 武侯区, Hán Việt: Vũ Hầu khu) là một quận tại trung tâm thành phố Thành Đô, Cộng hoà Nhân dân Trung Hoa. Đây là một trong khu vực 5 quận trong thành của Thành Đô. Do trong quận này có Vũ Hầu đường nên quận có tên là Vũ Hầu. Quận này có các đơn vị hành chính gồm 14 nhai đạo, quận lỵ đóng tại nhai đạo Tương Tẩy. Các nhai đạo gồm" Tương Tẩy, Vong Gia Lộ, Ngọc Lâm, Khiêu Tản Tháp, Hoả Xa Nam, Song Nam, Tấn Dương, Hồng Bài Lâu, Ky Đầu Kiều, Kim Hoa Kiều, Thốc Cẩm, Thốc Kiều, Hoa Hưng, Phương Thải Nhai, Tiếu Gia Hà, Thạch Dương Trường, Quế Khê.